# Sulmona
Sulmona (v antice Sulmo) je město ve střední Itálii, v provincii L'Aquila, v Abruzzu. Sulmona leží pod svahy pohoří Majella, přibližně 55 km jihozápadně od Pescary a 145 km východně od Říma. Starobylé město bylo známé již v období Římské republiky. Nachází se zde řada památek. Sulmona je také známá jako rodné město římského básníka Ovidia.

## Geografie
Sulmona leží v údolí Peligna, v nadmořské výšce 405 m, na úpatí svahů masivu Majella (na hranici Národního parku Majella). Nachází se v jižní části Abruzských Apenin. Sulmona je vzdálená přibližně 60 km západně od pobřeží Jaderského moře. 50 km severovýchodně od města leží masiv Gran Sasso, s nejvyšší horou Apenin Corno Grande. 30 km jižně se nachází pohoří Monti Marsicani a Monti della Meta, které jsou součástí Abruzského národního parku.

## Město
Centrem města prochází hlavní ulice Corso Ovidio. K hlavním památkám náleží:
- katedrála San Panfilo – románsko-gotická z 11. až 17. století s barokním interiérem a středověkou kryptou
- paláce a kostel Santa Maria Annunziata původem ze 14. století
- renesanční fontána Fontana del Vecchio z 15. století a gotický akvadukt z roku 1256
- románský kostel San Francesco della Scarpa

### Galerie

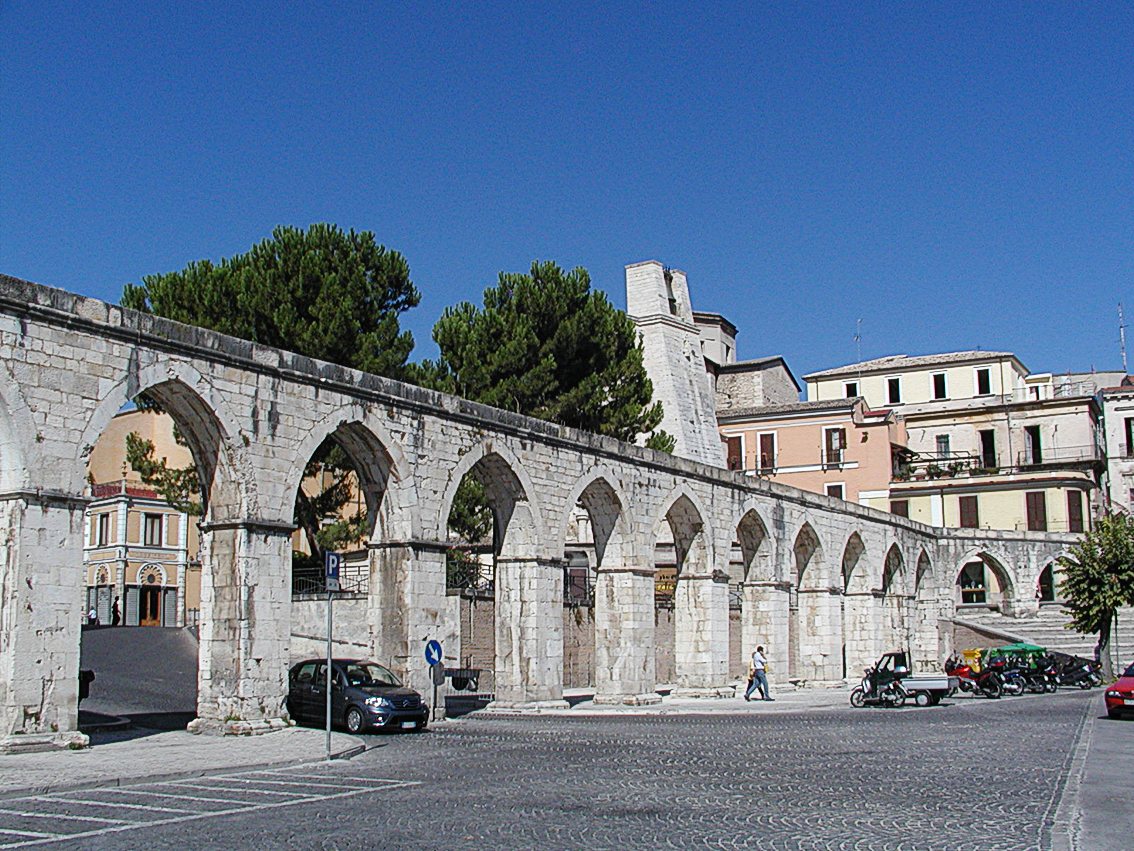
Středověký akvadukt
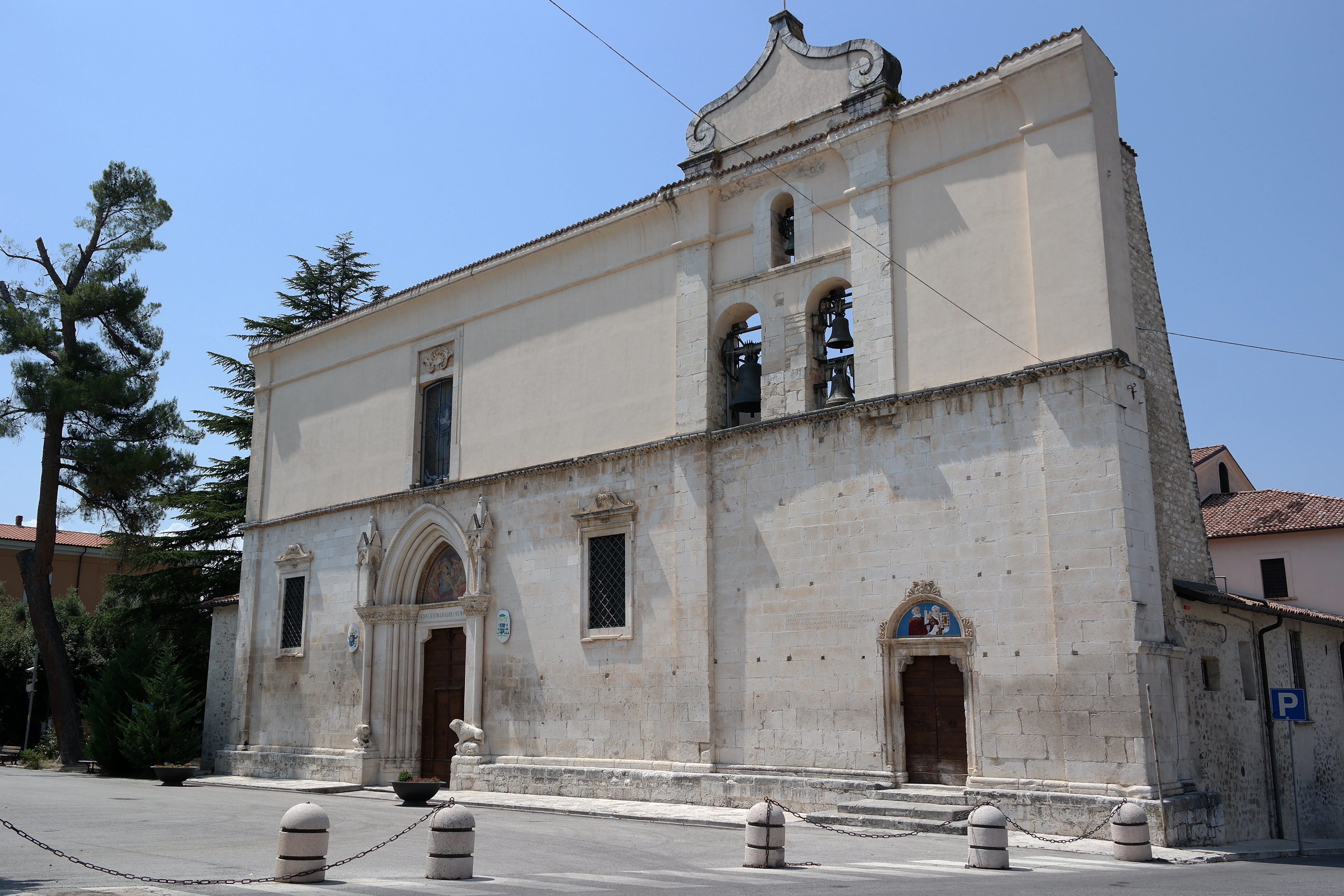
Katedrála S. Panfilo
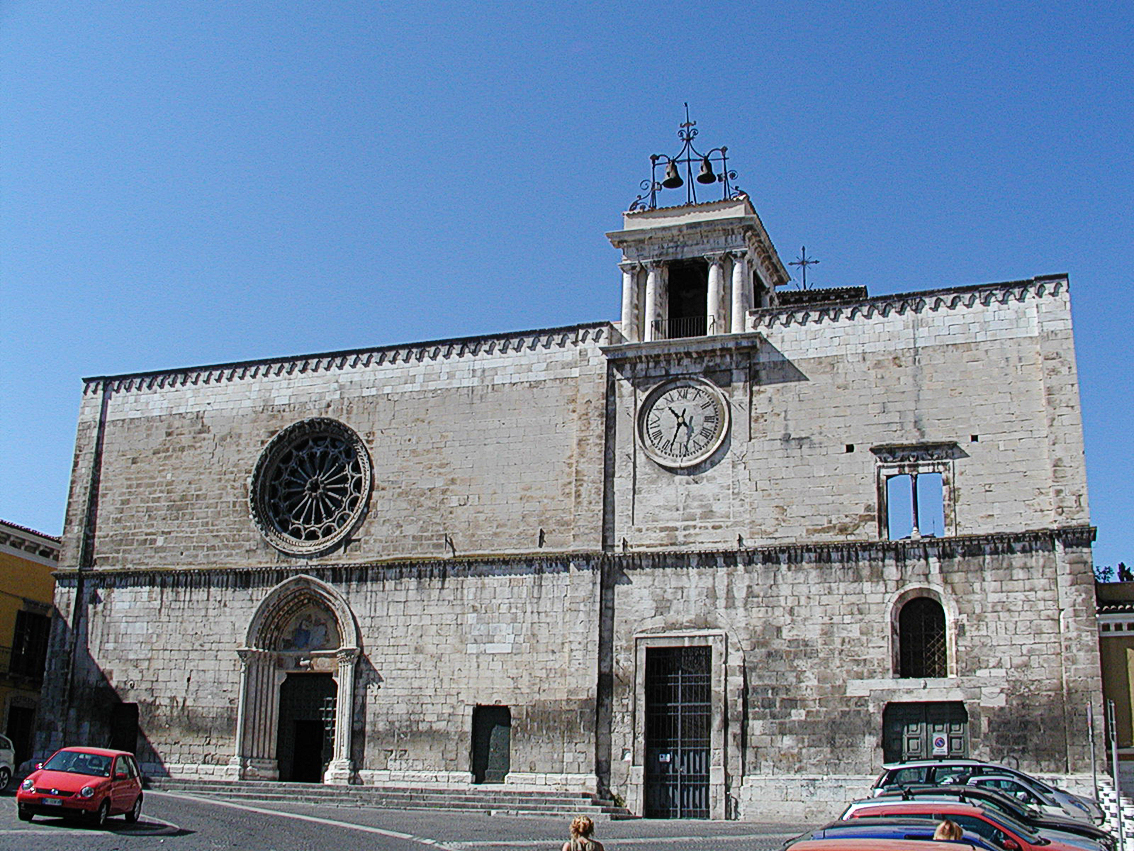
S. Maria della tomba
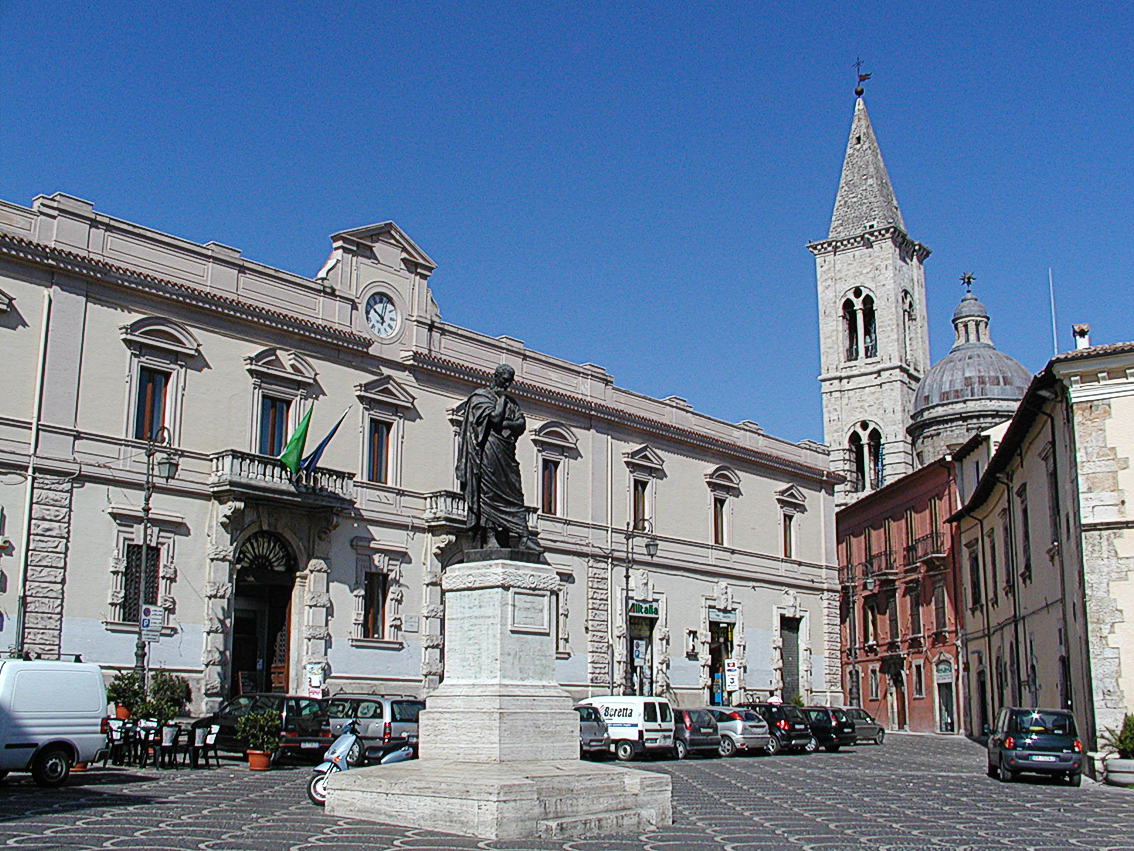
Piazza XX Settembre

## Partnerská města
- Hamilton, Kanada
- Constanţa, Rumunsko
- Burghausen, Německo
- Zakynthos, Řecko
- Šumperk, Česko